# Saint-Thibault-des-Vignes
Saint-Thibault-des-Vignes é uma comuna francesa localizada na região administrativa da Île-de-France, no departamento Sena e Marne. A comuna possui 4207 habitantes segundo o censo de 1990.

## Cidades-irmãs
- Badia Polesine, Itália